# Корецкий район
Ко́рецкий район (укр. Корецький район) — упразднённая административная единица на юго-востоке Ровненской области Украины. Административный центр — город Корец.

## География
Площадь — 720 км².
Основные реки — Случь, Корчик.

## История
Образован 17 января 1940 года в составе Ровенской области Украинской ССР, на территории города Корец и бывшей сельской гмины Корец Ровенского повята Волынского воеводства
В период немецкой оккупации (1941—1944) на территории Корецкого района Ровенской области немцами и их пособниками были уничтожены 909 крестьянских домохозяйств, а в районном центре — половина жилых домов; немецкие войска грабили жителей, отбирали у них скот и лошадей.
21 января 1959 года к Корецкому району была присоединена часть территории упразднённого Межиричского района. В ходе хрущёвской административной реформы, в 1962 году Корецкий район был расформирован, а его территория вошла в состав Гощанского района. Восстановлен в 1966 году из частей территории Гощанского и Березновского районов.
17 июля 2020 года в результате административно-территориальной реформы был включён в состав Ровненского района. На территории района были сформированы Великомежиричская и Корецкая территориальные общины.

## Демография
Население района составляло 32 949 человек (2019 г.), в том числе в городских условиях проживают 7 055 человек.

## Административно-территориальное устройство
На момент упразднения район включал в себя:

Количество советов:
- городских — 1;
- сельских — 25

Количество населённых пунктов:
- городов районного значения — 1;
- сёл — 49.